# Danskøya
Danskøya (deutsch auch Däneninsel) ist eine unbewohnte Insel im äußersten Nordwesten des norwegischen Spitzbergen-Archipels und gehört zum Gebiet Albert-I-Land. Um 1900 war die Insel Ausgangspunkt mehrerer gescheiterter Versuche, den Nordpol auf dem Luftweg zu erreichen.

## Geographie
Von Spitzbergen, der Hauptinsel des Archipels, ist Danskøya im Osten durch den Smeerenburgfjorden getrennt, im Süden durch das Sørgattet (Südtor). Die ein bis zwei Kilometer breite Wasserstraße zwischen Danskøya und der nördlich gelegenen Insel Amsterdamøya heißt Danskegattet (Dänentor).
Die Insel ist in Nord-Süd-Richtung etwa neun Kilometer lang und in Ost-West-Richtung bis zu sieben Kilometer breit. Ihre Fläche beträgt 40,6 km². Der von Westen her weit in die Insel eindringende Kobbefjorden bildet einen der besten natürlichen Häfen Nordwestspitzbergens, der vor Winden geschützt ist und die meiste Zeit des Jahres eisfrei bleibt. Der höchste Punkt der Insel ist der Svedbergfjellet mit einer Höhe von 351 m. Die Insel besitzt mehrere kleine Süßwasserseen.

## Geschichte
1625 wurde am Südufer des Kobbefjorden eine dänische Walfangstation eingerichtet, der die Insel ihren Namen verdankt. 1636 folgte die niederländische Walfangstation Harlinger Kokerij (niederl. Kocherei, Küche) in der Houkerbucht (heute Virgohamna) an der Nordküste Danskøyas. Beide bestanden bis etwa 1660 und wurden dann aufgegeben, weil die Wale in den küstennahen Gewässern ausgerottet waren. Auf Postholmen, einer kleinen Insel im Kobbefjorden, hinterlegten die Walfänger ihre Post von und nach der Heimat.
Zu einer ersten wissenschaftlichen Untersuchung der Insel kam es 1868, als der schwedische Polarforscher Adolf Erik Nordenskiöld am 23. August eine Gruppe von Naturforschern im Kobbefjorden an Land setzte.
1888 errichtete der britische Abenteurer Arnold Pike unmittelbar neben den Resten der Harlinger Kokerij ein hölzernes Fertighaus und überwinterte hier mit sechs Begleitern. Das stabile Haus diente auch späteren Expeditionen, bis es 1925 abgebaut und nach Barentsburg transportiert wurde.
1894 machte der Amerikaner Walter Wellman bei seiner ersten Nordpolexpedition Zwischenstation auf Danskøya und wohnte drei Tage in Pikes Haus.

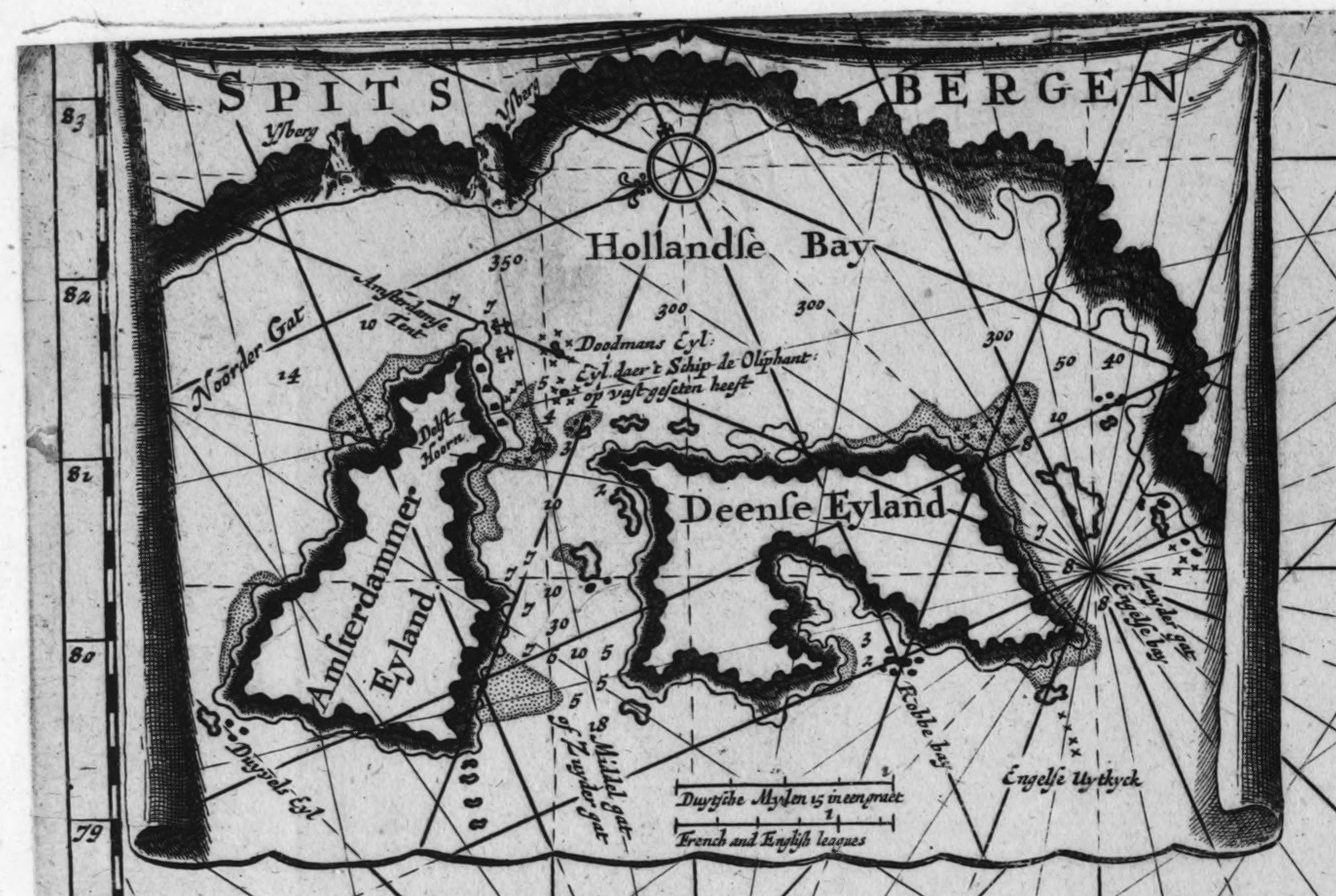
Deenſe Eyland auf der Karte des 17. Jh.
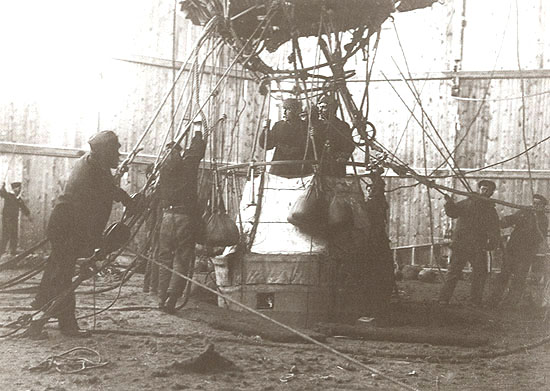
Start Andrées am 11. Juli 1897

1896 kam Salomon August Andrée mit dem Dampfer Virgo nach Danskøya, um hier eine Ballonfahrt zum Nordpol zu starten. Neben Pikes Haus wurde eine Ballonhalle errichtet und eine Anlage zum Herstellen von Wasserstoff in Betrieb genommen. Andrée war in Begleitung bedeutender Wissenschaftler wie des Meteorologen Nils Ekholm, der an der Luftfahrt teilnehmen wollte, und des Physikers und Chemikers Svante Arrhenius. Das Projekt zog auch zahlreiche Schaulustige an. So war der deutsche Journalist und Polarreisende Theodor Lerner mit dem Schiff Expres ebenso zugegen wie Kapitän Wilhelm Bade, der Pionier der Arktis-Kreuzfahrt, mit der Erling Jarl. Als Andrée noch auf günstigen Wind für seine Unternehmung wartete, lief am 14. August 1896 die Fram unter Kapitän Otto Sverdrup nach drei Jahren Eisdrift in den Virgohamna ein. Zwei Tage später brach Andrée seinen Versuch ab, um ein Jahr später zurückzukehren. Am 11. Juli 1897 hob die Örnen mit Andrée und seinen beiden Begleitern Knut Frænkel und Nils Strindberg endlich ab und verließ Danskøya in Richtung Norden. Der Ballon hielt sich nur zehneinhalb Stunden in der Luft und kam nach einer anschließenden 41-stündigen Schleiffahrt zum Stehen. Nach einem kräftezehrenden Fußmarsch über das Eis starben die Ballonfahrer im Oktober 1897 auf der abgelegenen Insel Kvitøya.
1906 kehrte Wellman nach Danskøya mit dem Plan zurück, den Pol mit einem Luftschiff zu erreichen, das er bei Louis Godard in Paris hatte bauen lassen. Weil die Luftschiffhalle am Virgohamna nicht rechtzeitig fertiggestellt wurde, die Hülle des Luftschiffs undicht war und die Motoren nicht funktionierten, fand die Expedition 1906 nicht mehr statt. Mit seinem von Melvin Vaniman umkonstruierten Luftschiff America kehrte Wellman 1907 zurück und wagte am 2. September 1907 den Start. Die Fahrt dauerte zwei Stunden und endete am 15 km entfernten Gletscher Fuglepyntbreen, auf dem die America notlanden musste. Immerhin hatte Wellman den ersten motorisierten Flug in der Arktis unternommen. Zwei Jahre später, am 15. August 1909, wiederholte Wellman den Versuch mit dem verbesserten und vergrößerten Luftschiff America II. Nach dem Erreichen der Packeisgrenze verfing sich der Schleppgurt am Eis und riss ab, wodurch Ballast und ein Teil des Proviants verloren gingen. Wellman entschloss sich zur Aufgabe und kehrte mit Hilfe von Gunnar Isachsens Vermessungsschiff Farm nach Danskøya zurück. Durch eine Unachtsamkeit beim anschließenden Entladen wurde das Luftschiff zerstört, was Wellmans Traum vom Pol beendete.
Seit 1973 gehört Danskøya zum Nordvest-Spitsbergen-Nationalpark. Das südlich vorgelagerte Eiland Moseøya ist als Vogelschutzgebiet (Moseøya fuglereservat) ausgewiesen, ebenso wie die kleinen Felseilande vor Harpunodden, dem westlichsten Punkt der Insel (Skorpa fuglereservat).